# Ceratomyxa hama
Ceratomyxa hama is een microscopische parasiet uit de familie Ceratomyxidae. Ceratomyxa hama werd in 1960 beschreven door Meglitsch. 